# François Philippe Charpentier
François Philipe Charpentier (1734. – 1817.) je bio francuski grafičar. Neka se njegova djela nalaze u Galeriji starih i novih majstora Gradskog muzeja u Varaždinu.